# Jimmy Bannister
Jimmy Bannister (Leyland, 20 settembre 1880 – Farington, 18 dicembre 1953) è stato un calciatore inglese, di ruolo attaccante.

## Carriera
Durante la sua carriera ha vestito le maglie di Leyland, Chorley, Manchester City, Manchester United, Preston North End, Port Vale e Heywood.
Nel dicembre del 1906 passa dal City all'United, società con la quale esordisce il primo gennaio del 1907 contro l'Aston Villa (1-0). Con lo United gioca 63 partite segnando 8 reti.

## Palmarès

### Club

#### Competizioni nazionali
- Second Division: 1

Manchester City: 1902-1903
- Campionato inglese: 1

Manchester United: 1907-1908
- Charity Shield: 1

Manchester United: 1908
- Coppa d'Inghilterra: 2

Manchester City: 1903-1904
Manchester United: 1908-1909